# Chey Chettha III
Chey Chettha III (1639- assassiné en avril/mai 1673) fut brièvement roi du Cambodge  de 1672 à 1673 sous le nom de règne de « Padumaraja II ».  

## Biographie
Fils du roi Batom Reachea I tué en 1642, il devient en 1671 le gendre de son oncle paternel, Barom Reachea VIII,  en épousant sa cousine, la princesse Ang Sri Dhita Kshatriyi.
L’année suivante, il met en œuvre le complot qui se solde par le meurtre de son beau-père en décembre 1672. Il oblige ensuite son autre cousine Brah Bhagavatti Dav Kshatriyi, femme de son autre oncle, le prince Ang Tan, à devenir sa première épouse 
Mais il est assassiné dans son lit par des Malais à l’instigation de la reine cinq mois à peine après son couronnement, en avril/mai 1673. Il meurt sans postérité. Un fils de Barom Reachea V lui succède.

## Sources
- Phoeun Mak, Po Dharma. « La deuxième intervention militaire vietnamienne au Cambodge (1673-1679)» dans: Bulletin de l'École française d'Extrême-Orient. Tome 77, 1988. p. 229-262.
- Chroniques Royales du Cambodge de 1594 à 1677. École française d'Extrême Orient. Paris 1981  (ISBN 2855395372)
- Achille Dauphin-Meunier Histoire du Cambodge Presses universitaires de France, Paris 1968 Que sais-je ? n° 916.